# Mariä Himmelfahrt (Unterschweinbach)

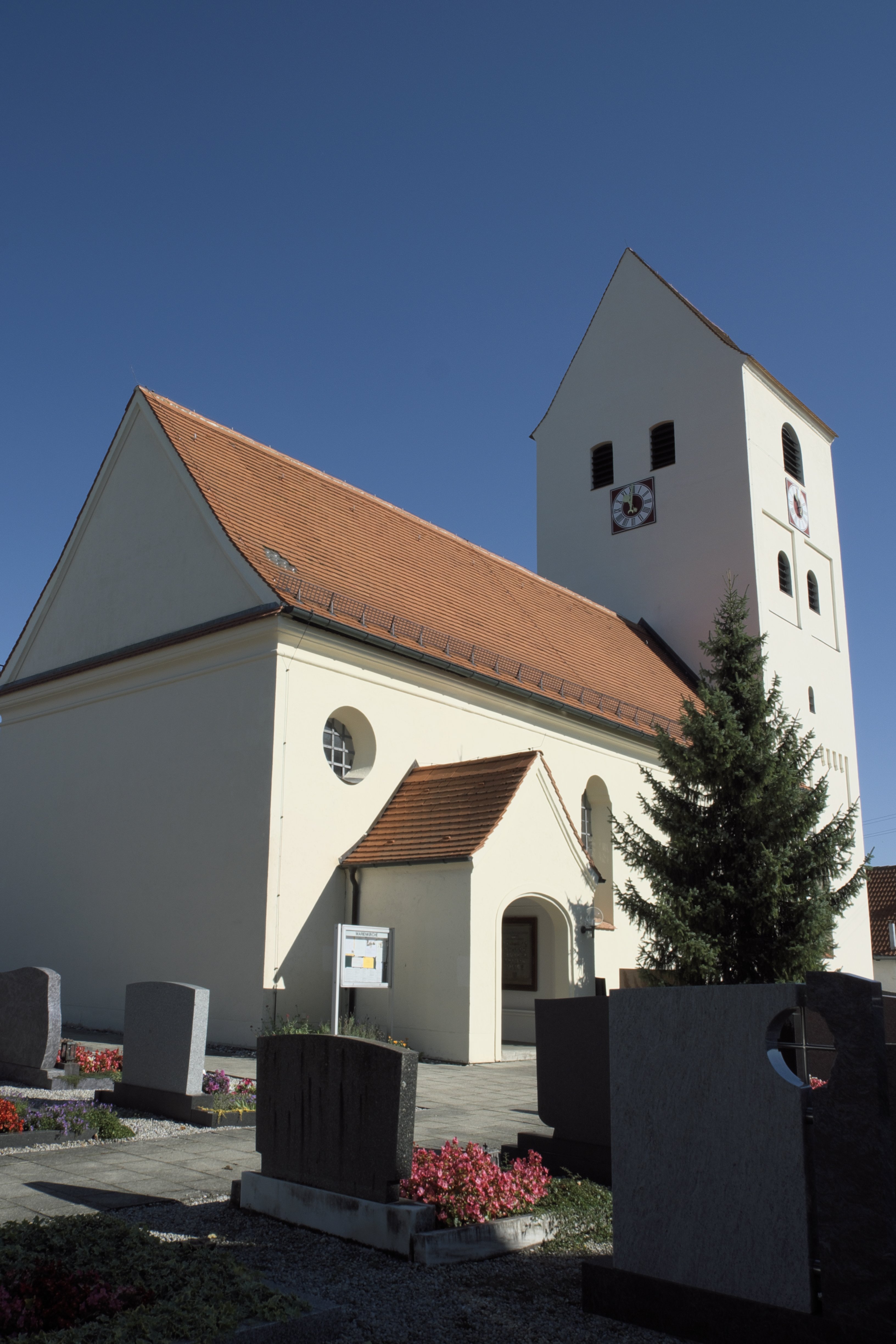
Pfarrkirche Mariä Himmelfahrt

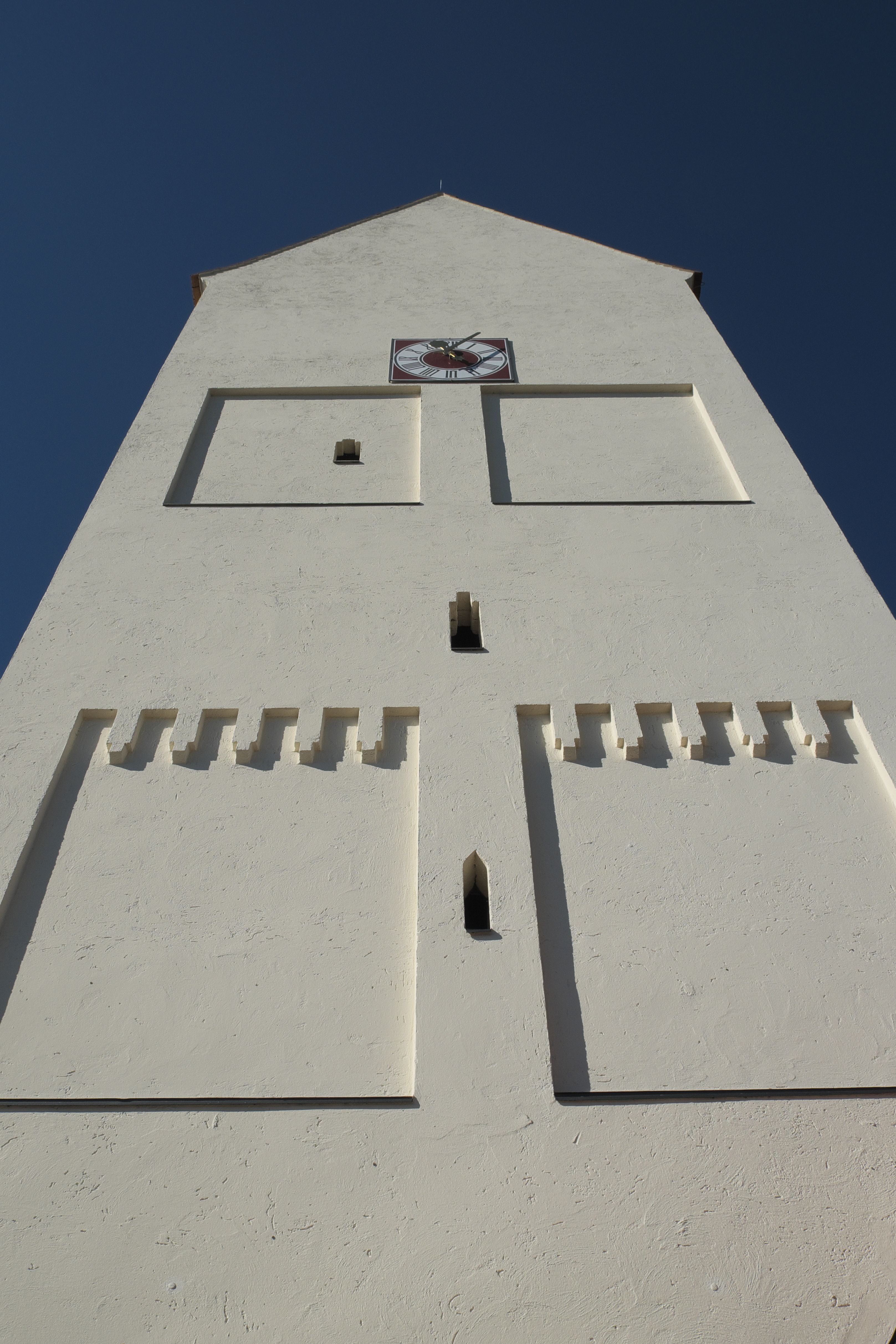
Turm

Die katholische Pfarrkirche Mariä Himmelfahrt in Unterschweinbach, einem Ortsteil der Gemeinde Egenhofen im oberbayerischen Landkreis Fürstenfeldbruck, ist im Kern eine romanische Chorturmkirche, die vermutlich im 13. Jahrhundert errichtet wurde. Im Hochaltar ist eine spätgotische Madonna erhalten, die im 18. Jahrhundert als Gnadenbild einer Wallfahrt verehrt wurde.

## Geschichte
Der ursprünglich romanische Kirchenbau wurde im Laufe der Jahrhunderte mehrfach verändert. Bereits im 15. Jahrhundert wurde die Kirche vergrößert. Zu Beginn und in der zweiten Hälfte des 18. Jahrhunderts erfolgten weitere Um- und Ausbauten. In den Jahren 1977 bis 1979 wurde das Kirchenschiff nach Westen um eine Achse verlängert.

## Architektur

### Außenbau
Der wuchtige, mit einem Satteldach gedeckte Chorturm wird von Blendfeldern gegliedert und ist von unterschiedlich großen Öffnungen durchbrochen.

### Innenraum

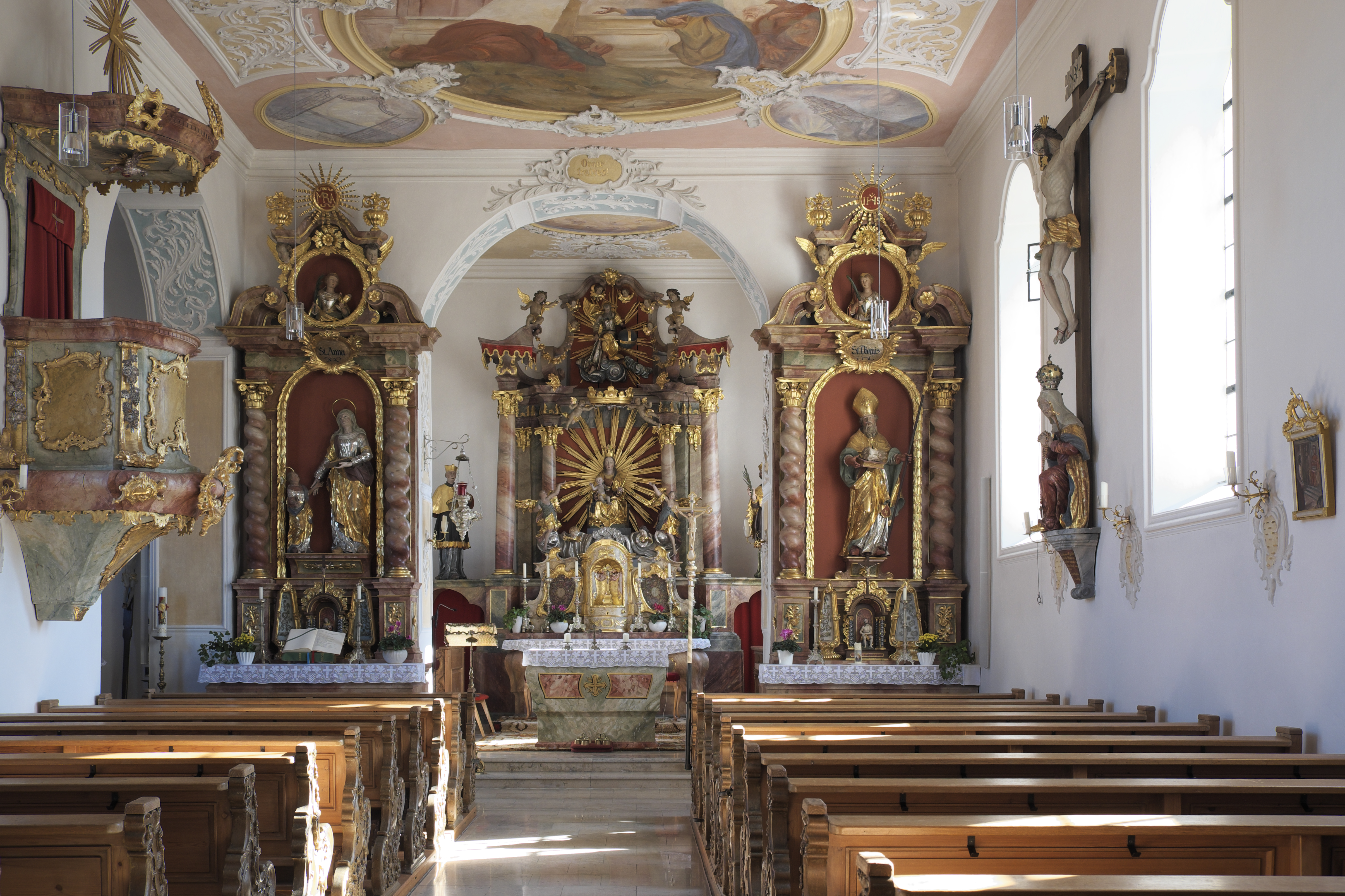
Innenraum

Das Langhaus, ein schlichter Saalbau, ist in fünf Achsen gegliedert. Der eingezogene Chor schließt rechtwinklig. Chor und Langhaus werden von Flachdecken gedeckt, die mit Stuck verziert sind.

## Deckenmalereien
Das Deckengemälde mit der Darstellung der Himmelfahrt Mariens wurde um 1760/70 ausgeführt und wird Johann Nepomuk Schöpf zugeschrieben. In den kleineren Medaillons sind Mariensymbole dargestellt.

## Ausstattung
- Der Hochaltar wurde während der Umbauphase in der zweiten Hälfte des 18. Jahrhunderts eingebaut. In seiner Mittelnische ist, von einem Strahlenkranz umgeben, eine sitzende Madonna mit Jesuskind integriert. Sie trägt eine Krone auf dem Haupt und hält ein Zepter in der Hand. Die Figur wird um 1480 datiert und war einst das Ziel einer Wallfahrt. An den seitlichen Durchgängen stehen Johannes Nepomuk und Franz Xaver.
- Die Seitenaltäre stammen aus der Zeit der ersten Barockisierung im frühen 18. Jahrhundert. Der nördliche Altar ist der heiligen Anna geweiht, die ihre Tochter Maria im Lesen unterweist. Am südlichen Altar steht der heilige Dionysius, der als erster Bischof von Paris verehrt wird. Er hält ein Buch in der Hand, auf dem sein abgeschlagenes Haupt liegt.
- Die Kanzel stammt wie der Hochaltar aus der Zeit um 1750, als die Kirche im Stil des Rokoko umgestaltet wurde.
- Das große Kruzifix an der Südwand des Langhauses mit der Figur der schmerzhaften Muttergottes ist eine Arbeit von 1733.

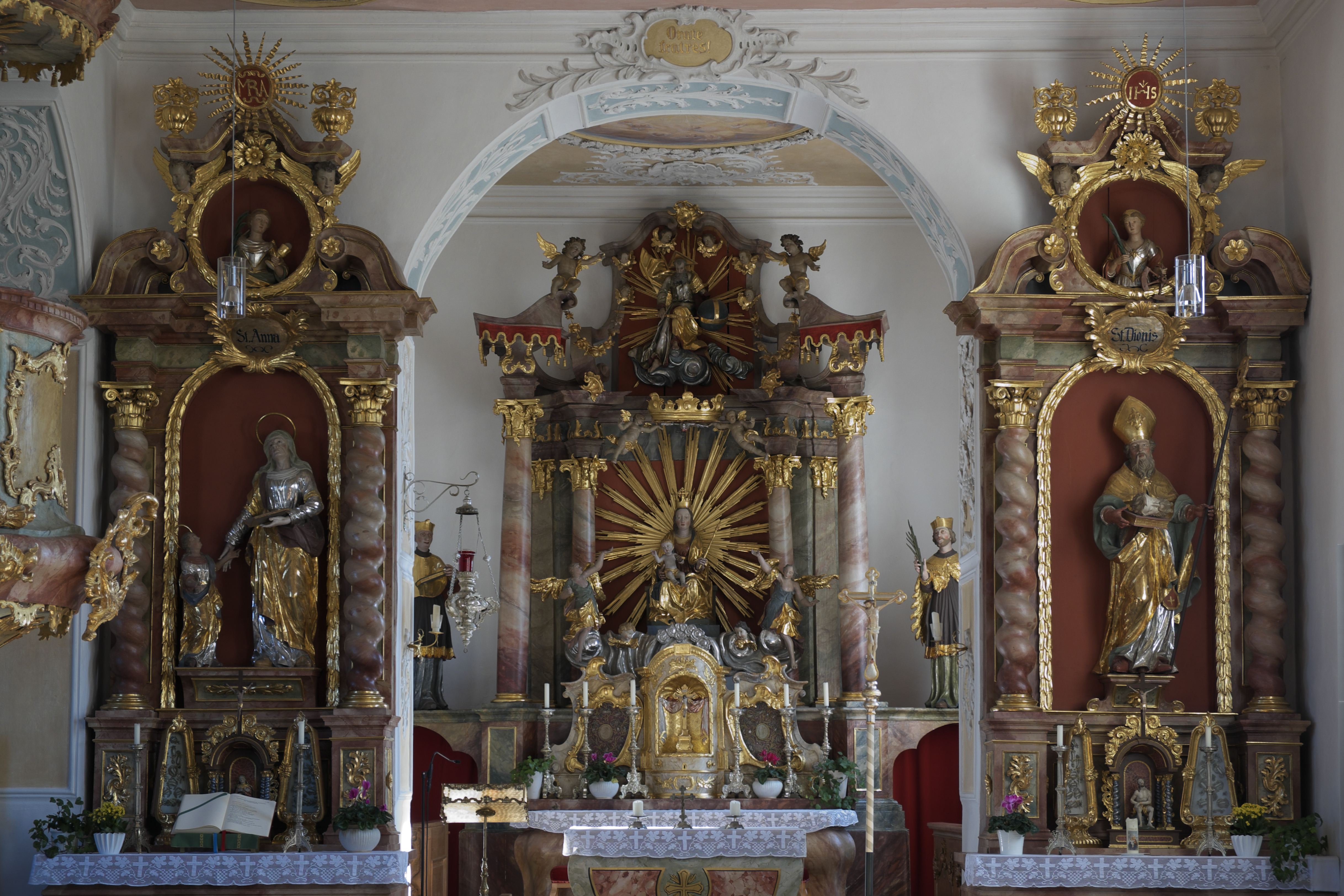
Hochaltar und Seitenaltäre
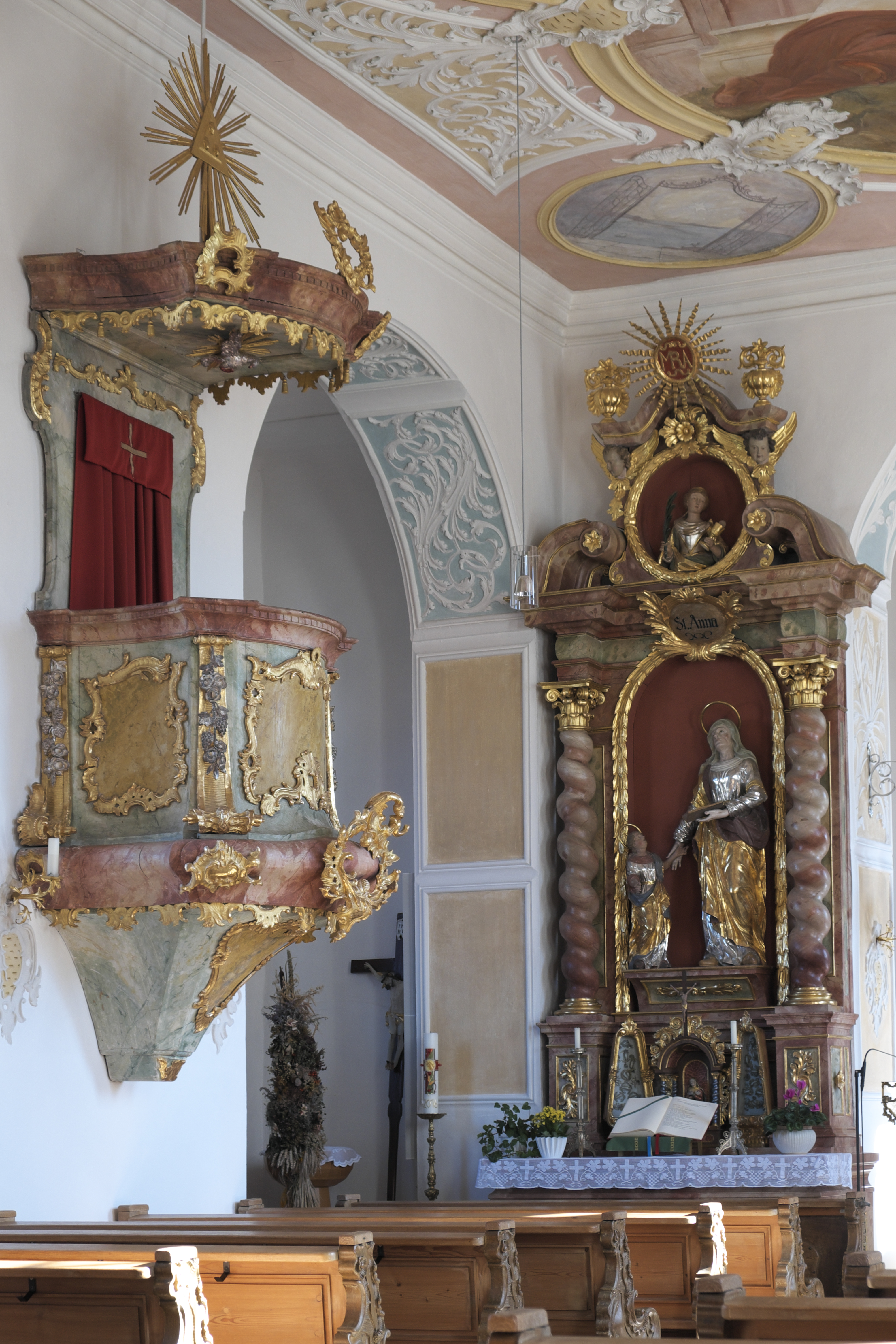
Rokokokanzel und Annenaltar
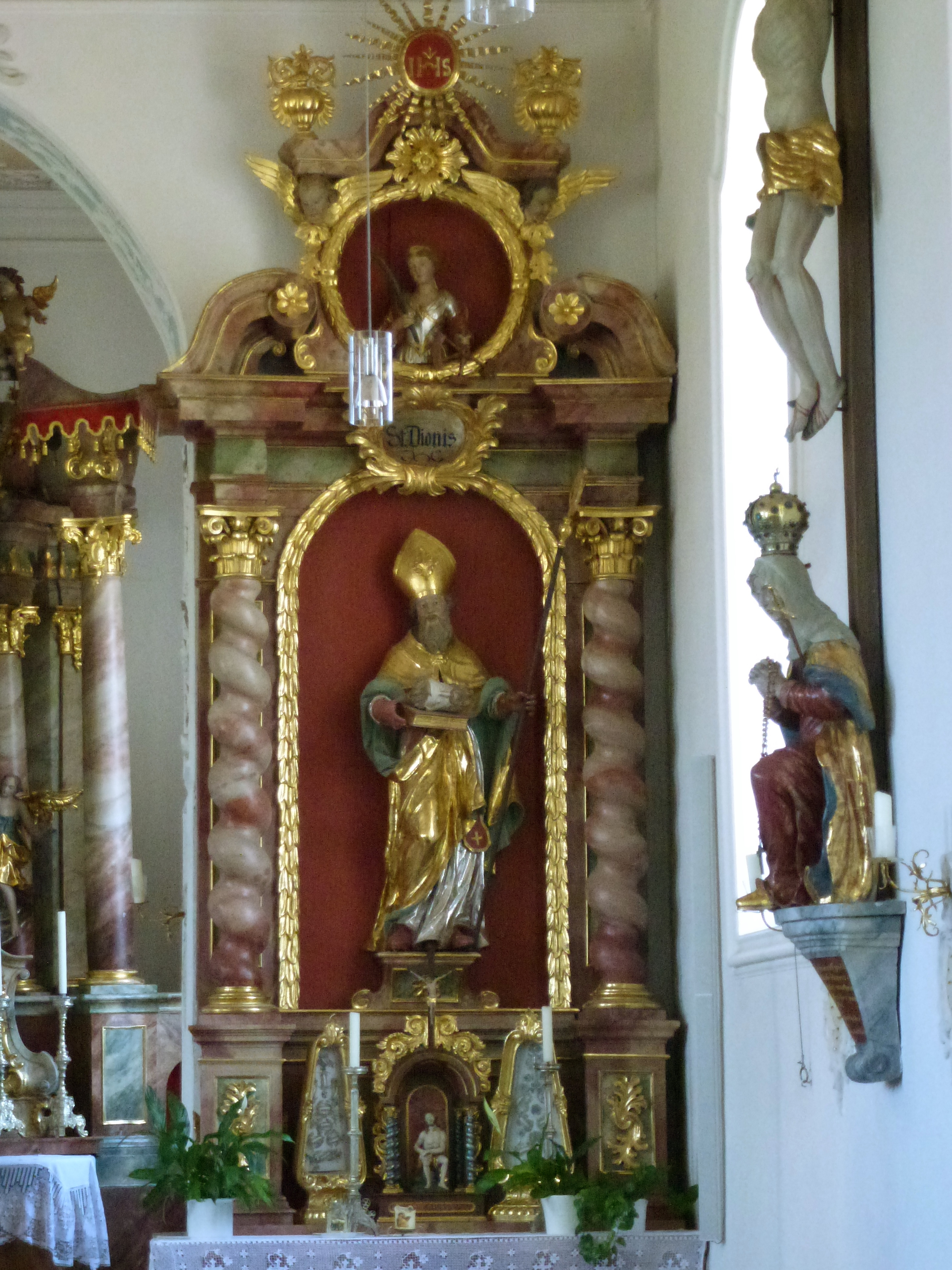
Altar des heiligen Dionysius
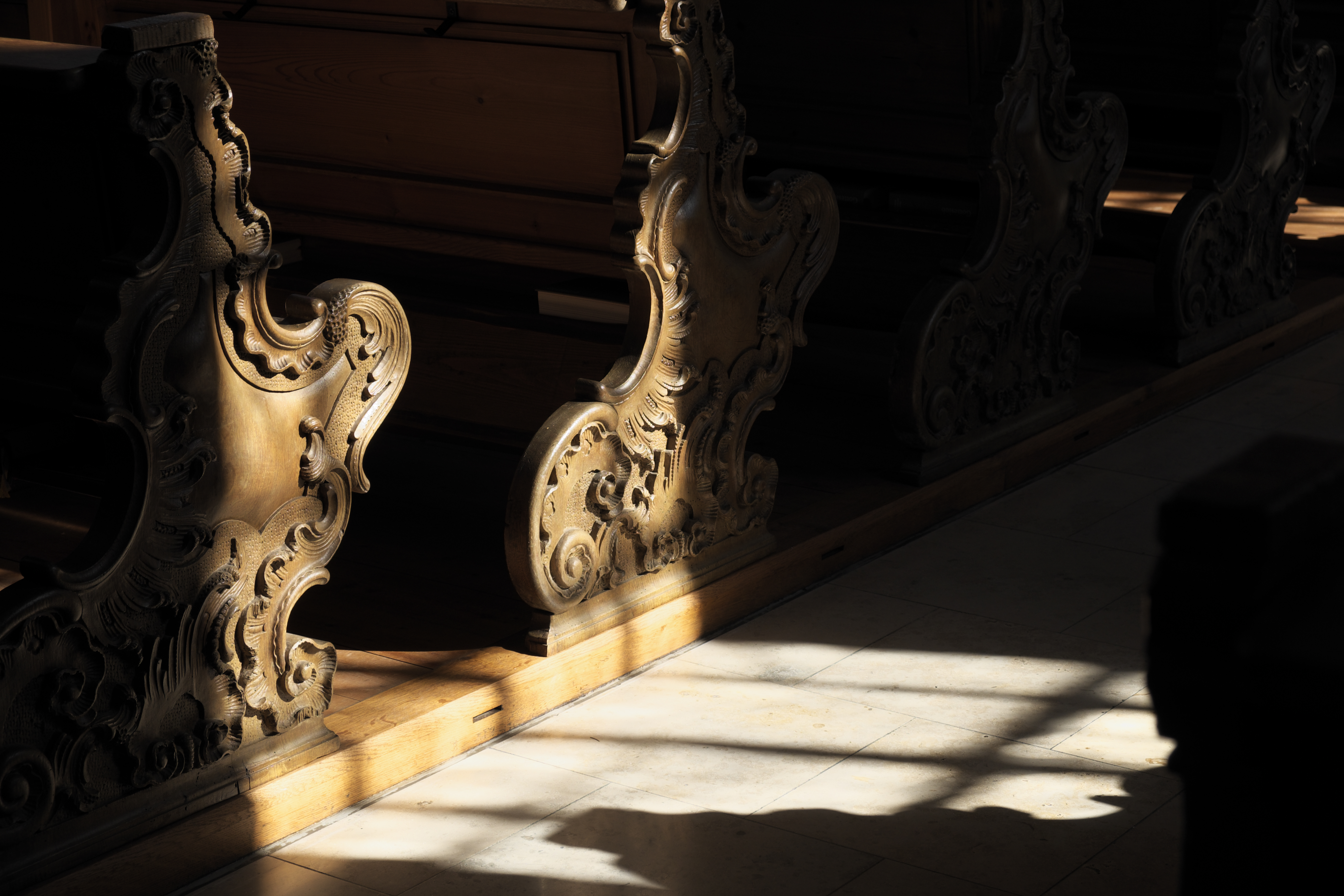
Kirchenbänke

## Votivbilder

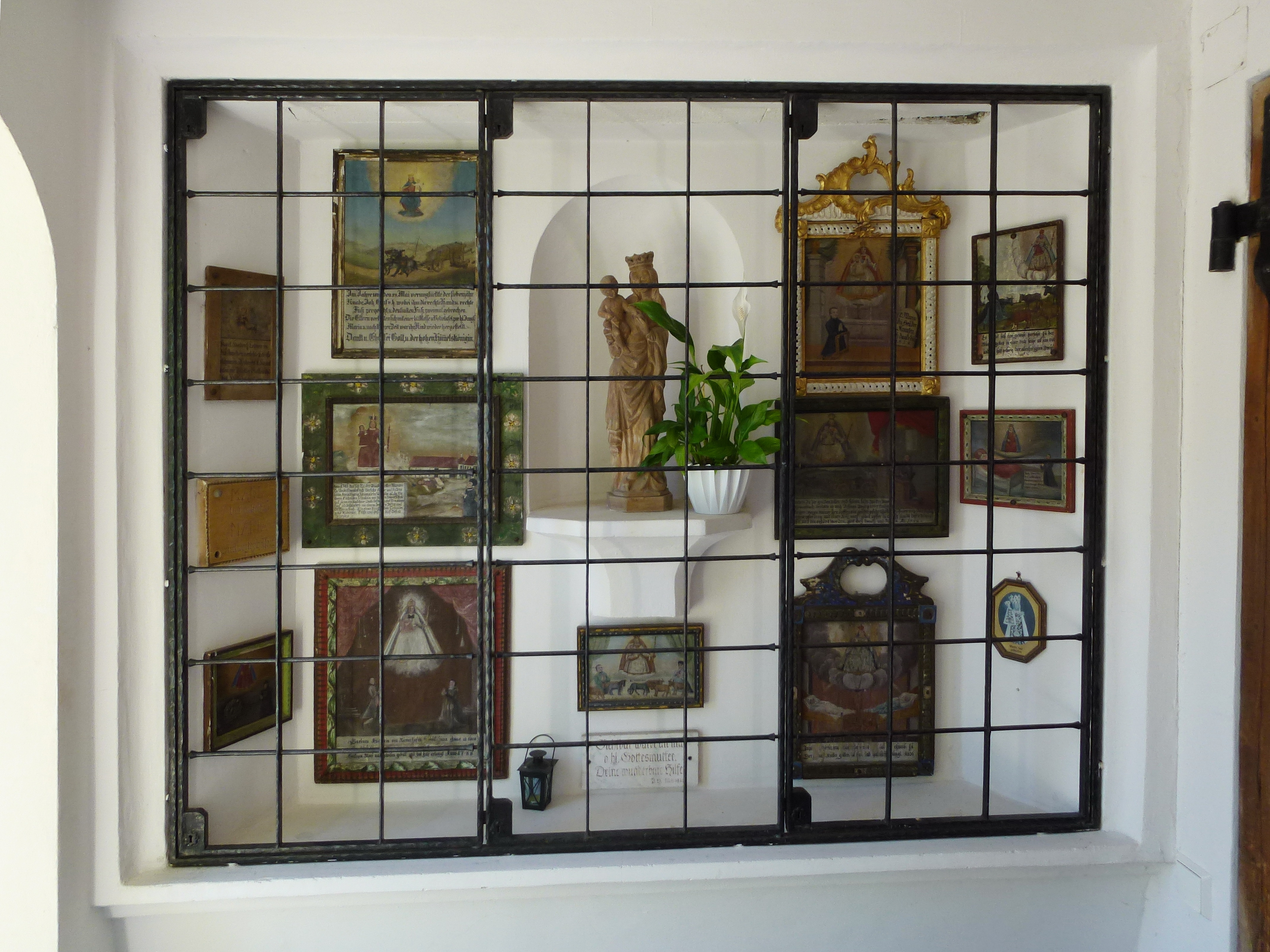
Votivbilder

An die einstige Wallfahrt erinnern noch die Votivtafeln, die im Vorraum der Kirche ausgestellt sind.